# Arktisk Institut
Arktisk Institut er en dansk selvejende institution, der blev grundlagt i 1954 med det formål at udbrede kendskabet til de arktiske egne, især Grønland, formidle viden om relationerne mellem Danmark og Grønland og indsamle, opbevare og registrere materiale vedrørende Grønland og det øvrige Arktis samt gøre dette materiale tilgængeligt for publikum, og indgik i 1993 et nært samarbejde med Dansk Polarcenter.

## Historie
Ideen om at oprette et dansk polarinstitut opstod allerede inden 2. verdenskrig. I 1932 skrev geolog og polarforsker Lauge Koch en artikel til Berlingske Tidende med titlen ”Danmarks store Grønlands-Museum i København – en Drøm, der skal blive til Virkelighed”. Men hans store drøm om at skabe et grønlandsmuseum blev ikke realiseret dengang.
Ti år senere, i 1942, drøftede greve og polarforsker Eigil Knuth sammen med kaptajn Ejnar Mikkelsen ideen om at skabe et institut med fokus på Grønland og det øvrige Arktis. Eigil Knuth ønskede at skabe et sted, der kunne blive samlingssted for grønlandsforskningen, og han offentliggjorde sine visioner i Dagbladet Information. Ideen blev skrinlagt i en årrække, og først i 1952 bragte Eigil Knuth den atter på banen. Journalist og modstandsmand Ebbe Munck, der før krigen havde stået i spidsen for Mørkefjordsekspeditionen til Nordøstgrønland sammen med Eigil Knuth, bakkede projektet op.
Eigil Knuth samlede en række prominente forskere og embedsmænd til et møde på Nationalmuseet. Der blev nedsat en arbejdsgruppe, der skulle arbejde videre med realiseringen af instituttet. Eske Brun, departementschef i Grønlandsministeriet, blev formand for arbejdsgruppen. Den 4. juni 1954 blev instituttet formelt stiftet med det formål at oprette et håndbibliotek, indsamle dokumentation om danske ekspeditioner i Arktis, støtte op om arktisk forskning og fremme internationale forbindelser. I instituttets vedtægter, der blev underskrevet af Frederik 9., lagde man vægt på relationen til Grønland:
| Citat | Arktisk Instituts formål er med særlig henblik på Grønland at virke for fremme af arktisk forskning og for udbredelsen af kendskabet til de arktiske egne samt at formidle forbindelsen mellem Danmark og udlandet på alle områder, som har tilknytning til de nævnte formål. | Citat |
|       | |       |

Den 1. oktober 1954 åbnede instituttet under ledelse af Helge Larsen, repræsentant for Det Grønlandske Selskab og museumsinspektør ved Nationalmuseets etnografiske samling. Instituttets første bestyrelsesformand var Ejnar Mikkelsen, I bestyrelsen sad også Eske Brun, der repræsenterede statsministeren, Arne Noe-Nygaard, repræsentant for Kommissionen for Videnskabelige Undersøgelser i Grønland, og Ejnar Mikkelsen, repræsentant for Kraemer Fonden, fiskeribiolog Paul M. Hansen og Eigil Knuth.
Det økonomiske fundament bestod oprindeligt af statstilskud, et årligt driftstilskud fra Skibsreder C. Kraemer og Hustru Mathilde Kraemers Grønlandsfond og støtte fra private fonde. Instituttet fik adresse i skibsreder Kraemers villa, Kraemer Hus, i Gentofte, og den danske stat lagde sekretariatet for Kommissionen for Videnskabelige Undersøgelser i Grønland under Arktisk Institut.
Kraemer Hus blev stillet til rådighed til grønlandsk-relaterede formål, og også Det Grønlandske Selskab fik hjemme der. Indtil 1993 delte de to institutioner adresse og arbejdede med hvert deres område af danske interesser i det arktiske. Arktisk Institut valgte i 1993 at flytte til et nyt domicil i den Kongelige Grønlandske Handels gamle pakhuse i Strandgade, hvor det nyoprettede Dansk Polarcenter også havde hjemme. Samme år flyttede Institut for Eskimologi også ind i huset, og i fællesskab etablerede de tre institutioner Polarbiblioteket, hvis drift og vedligeholdelse, foruden en række andre opgaver, de samarbejdede om frem til lukningen af Dansk Polarcenter i 2009.
I 2010 flyttede Det Grønlandske Selskab til Strandgade med henblik på at gendanne den synergi, der tidligere eksisterede i Kraemer Hus.
Arktisk Institut har udviklet sig fra udelukkende at være arkiv og opbevaringsinstitution til at engagere sig i formidlingsprojekter, der på forskellige måder refererer arkiverne såsom publikationer, udstillinger og foredrag, og siden 2010 har instituttets økonomi hvilet på et mindre statstilskud, der løbende suppleres med velvillige donationer fra private fonde. Derudover har en række frivillige medarbejdere ydet en stor indsats for instituttet gennem årene.
Blandt instituttets nyeste initiativer er indstiftelsen af forskningsformidlingsprisen Academicus Arcticus samt opbygningen af et Arktisk Videns- og Oplevelsescenter.

## Opgaver
Formålet med instituttets arbejde er:
- udbrede kendskabet til de arktiske egne, især Grønland
- formidle viden om relationerne mellem Danmark og Grønland
- indsamle, opbevare og registrere materiale vedrørende Grønland og det øvrige Arktis samt gøre dette materiale tilgængeligt for publikum

## Bestyrelse
Arktisk Instituts bestyrelse består blandt andre af en række fast udpegede medlemmer fra danske og grønlandske myndigheder og institutioner, der har betydning for dansk-grønlandske relationer. Instituttet lægger vægt på, at bestyrelsesmedlemmerne har en bred indsigt i dansk-grønlandske forhold, og sammensætningen af bestyrelsesmedlemmer sikrer en optimal berøringsflade til Grønland, Arktis og det grønlandske miljø i Danmark. Bestyrelsen spiller en aktiv rolle i udviklingen af Arktisk Institut, og den nuværende bestyrelse består af følgende medlemmer:
- Nils Bernstein, formand og tidligere direktør for Nationalbanken
- Minik Rosing, næstformand og professor
- Axel Fiedler, kommandør
- Bjarne Erbo Grønfeldt, repræsentant for Det Grønlandske Selskab og kontorchef i Kabinetssekretariatet
- Bjarne Grønnow, professor
- Per Magid, advokat
- Naja Mikkelsen, repræsentant for Kraemer Fonden og seniorforsker
- Lida Skifte Lennert, repræsentant for Grønlands Selvstyre og repræsentationschef
- Søren Thuesen, lektor

Mange kendte grønlandspersonligheder har gennem årene fungeret som bestyrelsesformænd for Arktisk Institut og dermed bidraget til instituttets udvikling:
- Ejnar Mikkelsen, polarforsker, 1954-1963
- Helge Larsen, museumsinspektør, 1963-1980
- Sven Thostrup, viceadmiral, 1981-1993
- C. C. Resting-Jeppesen, forhenværende kæmner, 1993-1999
- Isi Foighel, professor, 1999-2004
- Peter Augustinus, administrerende direktør, 2005-2012
- Leo Bjørnskov, tidligere departementschef, 2012-2014

## Arkiver
Arktisk Institut råder over en enestående samling af fotografier, dokumenter, kort, bøger, kunst og etnografika, der har fokus på Grønland og det arktiske område gennem de seneste 250 år. Instituttet indsamler og opbevarer dokumentarisk materiale om Grønland og danske aktiviteter i Arktis. Samlingerne er med til at udbrede kendskabet til Grønland og det øvrige Arktis’ historie, kulturer og samfundsforhold. Instituttet råder over og stiller følgende samlinger til rådighed:
- Det store dokumentarkiv rummer dagbøger, manuskripter, breve, rapporter og andet skriftligt materiale om Grønland og det øvrige Arktis og er registreret i en database, der er tilgængelig gennem Arktisk Instituts hjemmeside.
- Instituttet rummer også en imponerende fotosamling, der med sine mere end 150.000 fotografier er verdens største samling af historiske fotografier vedrørende Grønland og Arktis.[6] Ca. 80.000 af disse billeder er tilgængelige på instituttets hjemmeside.
- I instituttets omfattende kortarkiv ligger der flere tusinde grønlandskort samt kort over Arktis og Antarktis.
- Instituttets fine kunst- og genstandsamling rummer malerier, tegninger, skulpturer og historisk ekspeditionsudstyr.
- I det velforsynede Polarbibliotek, der tæller ca. 35.000 titler, findes en af verdens største samlinger af arktisk litteratur.

## Vidensdatabaser
Arktisk Institut stiller en række online vidensdatabaser gratis til rådighed for sine brugere. Med udgangspunkt i blandt andet Arktisk Instituts arkiver, men også andre relevante arkiver, er der indtil videre udarbejdet følgende fire vidensdatabaser:
- Vidensdatabasen Østgrønlandske Stednavne er udarbejdet af Jan Løve og indeholder en oversigt over stednavne givet til lokaliteter i Østgrønland af de første rejsende og ekspeditioner som en del af deres bidrag til kortlægningen af Grønlands østkyst.
- Vidensdatabasen Biografisk Leksikon er udarbejdet af Leif Vanggaard, daværende seniorforsker ved Arktisk Institut, der gennem en længere årrække arbejdede på udgivelsen af ét komplet leksikon over danske (og udenlandske) personer, der i perioden 1721-1921 var udsendt til Grønland. Leksikonet er udarbejdet som en kombination af oplysninger fra tidligere udgivelser og nyere undersøgelser om udsendte embedsmænd, præster, læger, håndværkere med flere.
- Vidensdatabasen Sagn & Myter er udarbejdet af Birgitte Sonne, mag.art. i religionssociologi, og indeholder grønlandske fortællinger med registreringsdata, heraf omkring 2.150 i oversættelse eller resume og ca. 130, der endnu blot er registrerede. Materialet stammer fra samlinger af Hinrich Rink, Knud Rasmussen, Gustav Holm, William Thalbitzer, Erik Holtved, Paul-Émile Victor, Jens Rosing, Otto Sandgren, Hans Lynge, Mâliâraq Vebæk, Martêraq Nielsen med flere.
- Vidensdatabasen Arkivalier fra 5. Thule Ekspedition er udarbejdet af Bent Nielsen som en del af forberedelserne til 100-års-jubilæet for den 5. Thule-ekspedition. Arkivalier fra den 5. Thule-ekspedition er fordelt på flere institutioner, og derfor har Arktisk Institut lavet denne endnu ukomplette og overordnede registrant til, hvor disse arkivalier findes.